# Warmen
Warmen es una banda de power metal/metal neo-clásico finlandesa fundada por el teclista Janne Viljami Wirman muchas veces apodado Warman. Janne ha tocado con Children of Bodom desde 1997, y en el año 2000 creó un proyecto musical centrado en el trabajo instrumental, el cual ha tenido cantantes invitados en muy pocas y especiales ocasiones. La primera encarnación de Warmen estaba compuesta por Janne, el guitarrista Sami Virtanen y el baterista Mirka Rantanen. Esta alineación grabó y lanzó exitosamente el disco Unknown Soldier en el mismo año en que la banda se fundó, con la colaboración de la cantante invitada Kimberly Goss (de Sinergy), el guitarrista Roope Latvala (de Sinergy y Children Of Bodom) y el bajista Jari Kainulainen (Ex-Stratovarius, actualmente en Evergrey).
En el siguiente año, la banda vio la adición de Lauri Porra (ex Sinergy y ahora de Stratovarius) y del guitarrista y hermano de Janne, Antti Wirman (de Kotipelto). Esta alineación grabó en el Warmen Productions Studio (ahora conocido como Beyond Abilities) el álbum Beyond Abilities, un disco speed metal que recibió una buena aceptación por los críticos. Con más presencia y diversidad en los vocales, este álbum hizo uso del talento de Timo Kotipelto (de Stratovarius), Pasi Nykänen (de Throne of Chaos) y una vez más Kimberly Goss.
Su tercer álbum, Accept the Fact fue lanzado en junio del 2005.
El cuarto disco del grupo, Japanese Hospitality, salió a la venta el 26 de agosto de 2009.

## Miembros

### Actuales
- Janne Viljami Wirman - Teclado
- Antti Wirman - Guitarra
- Jyri Helko - Bajo
- Mirka Rantanen - Batería

### Anteriores
- Sami Virtanen - Guitarra
- Lauri Porra - Bajo

### Músicos invitados
- Roope Latvala - Guitarra
- Jari Kainulainen - Bajo
- Kimberly Goss - Vocales
- Timo Kotipelto - Vocales
- Pasi Nykänen - Vocales
- Alexi Laiho - Vocales
- Marko Vaara - Vocales
- Jonna Kossonen - Vocales
- Ralph Santolla - Guitarra
- Michael Romeo - Guitarra

## Discografía

### Álbumes
- Unknown Soldier (2000)
- Beyond Abilities (2001)
- Accept the Fact (2005)
- Japanese Hospitality (2009)
- The Evil That Warmen Do (2010)
- First of the Five Elements (2014)
- Here For None (2023)

### Singles
- Alone (2001)
- Somebody's Watching Me (2005)
- They All Blame Me (2005)

- Datos: Q1357140